# 堂内陵墓
堂内陵墓（どうないりょうぼ）とは納骨堂の一形態。建物内に設置される形態の墓である。
通常は寺院の敷地内に建てられるが、従来のロッカー式、仏壇式の納骨堂とは一線を画す。従来のお墓の形状に類似しているため、通常のお墓参りの感覚で参拝ができる。また、室内での参拝になるため、天候や気温を気にすることもなく、お墓の掃除も不要であることなどのメリットがある。
堂内陵墓には、通常、寺院の本堂や斎場が併設されるため、葬儀や回忌法要も同じ建物内で執り行うことが可能となっており、小規模のものから東京都内では最大規模となる9階建てマンションタイプのものまである。
最近では、インターネットを介して自分のお墓を呼び出しお参りできる、インターネット参拝サービスを提供している堂内陵墓も登場している。